# Myrtophila adnatae
Myrtophila adnatae är en insektsart som beskrevs av Brimblecombe 1957. Myrtophila adnatae ingår i släktet Myrtophila och familjen pansarsköldlöss. Inga underarter finns listade i Catalogue of Life.